# 庫奇鎮區 (密蘇里州俄勒岡縣)
庫奇鎮區（英語：Couch Township）是位於美國密蘇里州俄勒岡縣的一個行政鎮區。

## 地方資料
庫奇鎮區的面積為118.18平方千米，當中陸地面積為118.10平方千米，而水域面積為0.07平方千米。根據2020年美國人口普查的數據，當地共有人口284人，而人口密度為每平方千米2.4人。